# マーク・メリッツ
マーク・J・メリッツ (Marc J. Melitz、1968年1月1日 - )はアメリカ合衆国の経済学者。ハーバード大学のデービッド・A・ウェルズ政治経済学冠教授。専門は国際貿易論。

## 経歴
メリッツは1989年にハバフォード大学から数学の学士学位を取得し、1992年にメリーランド大学からオペレーションズ・リサーチの修士学位を取得している。さらに、ミシガン大学から1997年に修士、2000年に博士の学位（いずれも経済学）を取得している。博士学位取得後の最初の就職先はハーバード大学であったが、2005年に客員教授としてプリンストン大学に移籍し、2006年に同大学の准教授となっている。そして2009年に再びハーバード大学に戻っている。全米経済研究所、ヨーロッパのシンクタンクである経済研究センターにも所属している。2008年には、エコノミストから世界で傑出した8人の若手経済学者の1人に選ばれている。2016年トムソン・ロイター引用栄誉賞受賞。

## 業績
独占的競争市場の貿易モデルに生産性が異質的な企業を導入したモデルを提示し、一部の生産性の高い企業しか輸出しないこと、貿易の自由化によって生産性の低い企業から生産性の高い企業に資源（労働）の再配分が起こることなどを示した。国際貿易の研究では多く引用されており、この論文で提示されたモデルはメリッツ・モデルと呼ばれる。さらに、この論文を元に派生した異質的企業の貿易理論体系を新々貿易理論と呼ぶ。